# 티에리 반 베어베케
티에리 반 베어베케(Thierry Van Werveke, 1958년 10월 23일 ~ 2009년 1월 12일)는 룩셈부르크의 배우, 가수, 텔레비전 배우이다.
제네바에서 태어났으며 룩셈부르크에서 사망하였다. 사인은 암이다.

## 영화
- 징집거부자 (2009년)
- 프리 투 리브 (2007년)
- 오프사이드 (2005년)
- 늑대의 시간 (2003년)
- 엘리펀트 하트 (2002년)
- 지금 아니면 (2000년)
- 노킹 온 헤븐스 도어 (1997년) - 행크 역